# Langgam Jawa

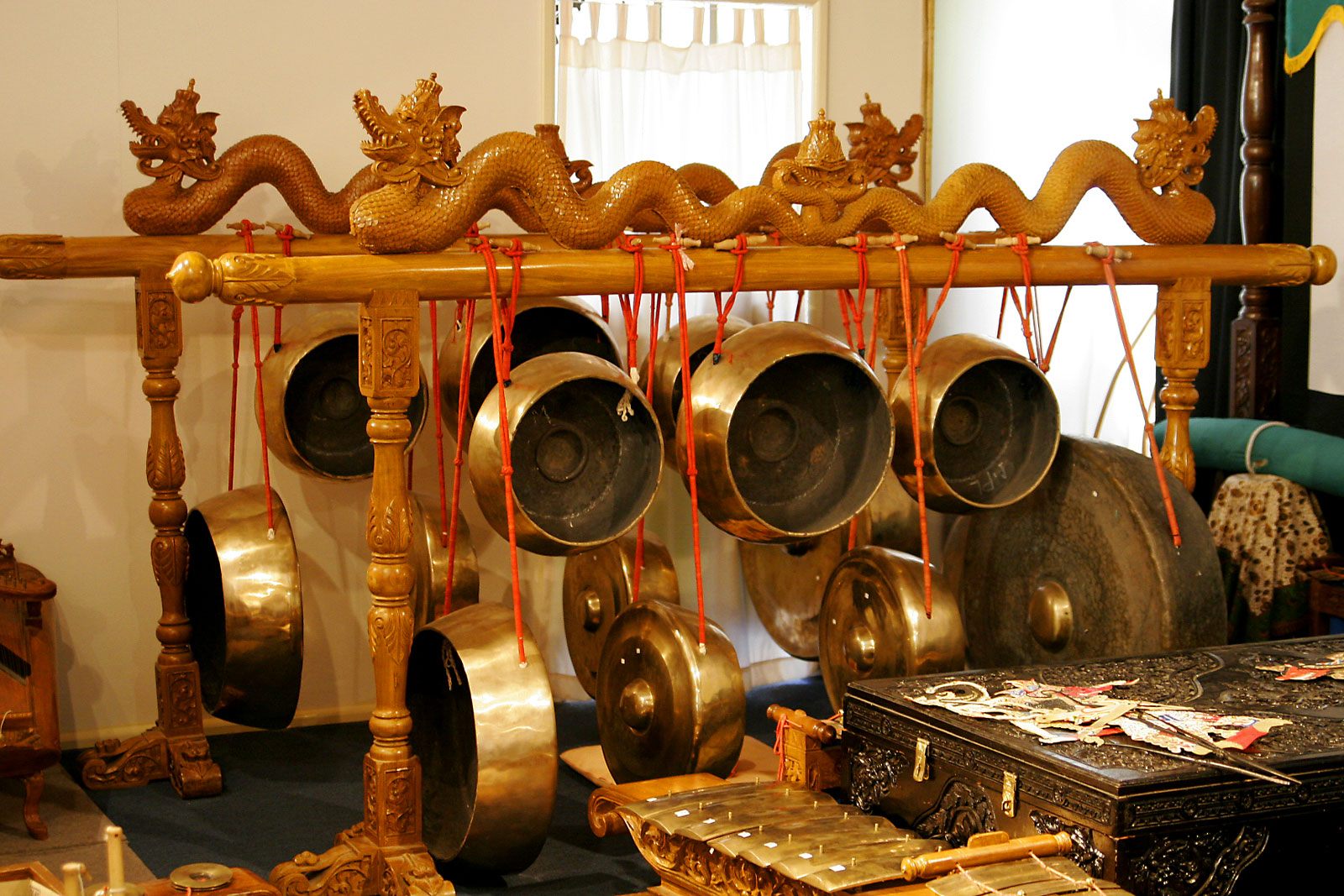
Instruments traditionnels indonésiens

Le langgam Jawa est une forme régionale de la musique indonésienne keroncong le plus souvent associée à la ville de Surakarta dans le centre de Java. On peut retrouver les racines du langgam Jawa dès les années 1920 mais le style à proprement parler n'est apparu que dans les années 1950.